# 15 Piscium
15 Piscium är en orange jätte i stjärnbilden  Fiskarna. 
15 Psc har visuell magnitud +6,46 och inte synlig för blotta ögat utom vid mycket god seeing. Den befinner sig på ett avstånd av ungefär 280 ljusår.